# Vladimir Iosifovich Levenshtein
Vladimir Iosifovich Levenshtein (Tiếng Nga: Владимир Иосифович Левенштейн) (20 tháng 3 năm 1935 - 6 tháng 9 năm 2017) là nhà khoa học Nga. Lĩnh vực mà ông quan tâm là Lý Thuyết Thông tin và Mã Sửa Lỗi. Ngoài những đóng góp khác cho khoa học người ta biết đến ông nhiều nhất qua Thuật toán tính khoảng cách Levenshtein, được ông nghiên cứu và phát triển vào năm 1965.
Levenshtein tốt nghiệp trường Đại học Tổng hợp Quốc gia Moskva Khoa Toán cơ vào năm 1958 và làm việc tại việc tại Viện toán ứng dụng Keldysh ở Moscow cho đến ngày nay. Ông là thành viên của hiệp hội Lý Thuyết Thông tin của IEEE(IEEE Information Theory Society).
Trong sự nghiệp của mình ông được trao thưởng huân chương IEEE Richard W. Hamming vào năm 2006: "Cho những đóng góp của ông trong lĩnh vực Lý Thuyết Thông tin và Mã Sửa Lỗi, cụ thể là việc phát minh ra khoảng cách Levenshtein."